# 四川天府新区
四川天府新区，通称天府新区，是由中华人民共和国四川省成都市主导的涵盖成都、眉山两市部分区域的一个经济新区。总面积1,578平方公里，涵盖成都市的高新区南区、双流区、龙泉驿区、简阳市和新津区以及眉山市的彭山县和仁寿县7个县级行政区的部分地区。至2030年，天府新区城镇人口计划控制在580万-630万人。
2014年10月10日，成都天府新区获批成为国家级新区。天府新区将成为云贵川渝地区的第3个国家级新区。2014年10月14日，国务院同意设立四川天府新区，打造内陆开放高地。2017年，天府新区部分区域成为中国（四川）自由贸易试验区的一部分。四川天府新区由四川发改委下设的四川天府新区建设领导小组领导。

## 管辖范围
| 行政隶属 | 行政隶属 | 成都片区                                                                                 | 成都片区             | 成都片区                                     | 成都片区                                                           | 眉山片区 |
| 行政隶属 | 行政隶属 | 成都直管区                                                                               | 高新区片区           | 东部新区片区                                 | 其他各片区                                                         | 眉山片区 |
| -------- | -------- | ---------------------------------------------------------------------------------------- | -------------------- | -------------------------------------------- | ------------------------------------------------------------------ | -------- |
| 成都市   | 双流区   | 华阳街道、万安街道、正兴街道、兴隆街道、煎茶街道、新兴街道、永兴街道、籍田街道、太平街道 | 中和街道             |                                              | 东升街道、西航港街道、黄甲街道、怡心街道、黄龙溪镇、永安镇、黄水镇 |          |
| 成都市   | 武侯区   |                                                                                          | 石羊场街道、桂溪街道 |                                              |                                                                    |          |
| 成都市   | 龙泉驿区 |                                                                                          |                      |                                              | 龙泉街道、大面街道、柏合镇、山泉镇                                 |          |
| 成都市   | 新津区   |                                                                                          |                      |                                              | 普兴街道                                                           |          |
| 成都市   | 简阳市   |                                                                                          |                      | 丹景街道、三岔街道、贾家街道、武庙镇、高明镇 |                                                                    |          |
| 眉山市   | 彭山区   |                                                                                          |                      |                                              |                                                                    | 青龙街道 |
| 眉山市   | 仁寿县   |                                                                                          |                      |                                              |                                                                    | 视高街道 |

## 天府新区成都直管区

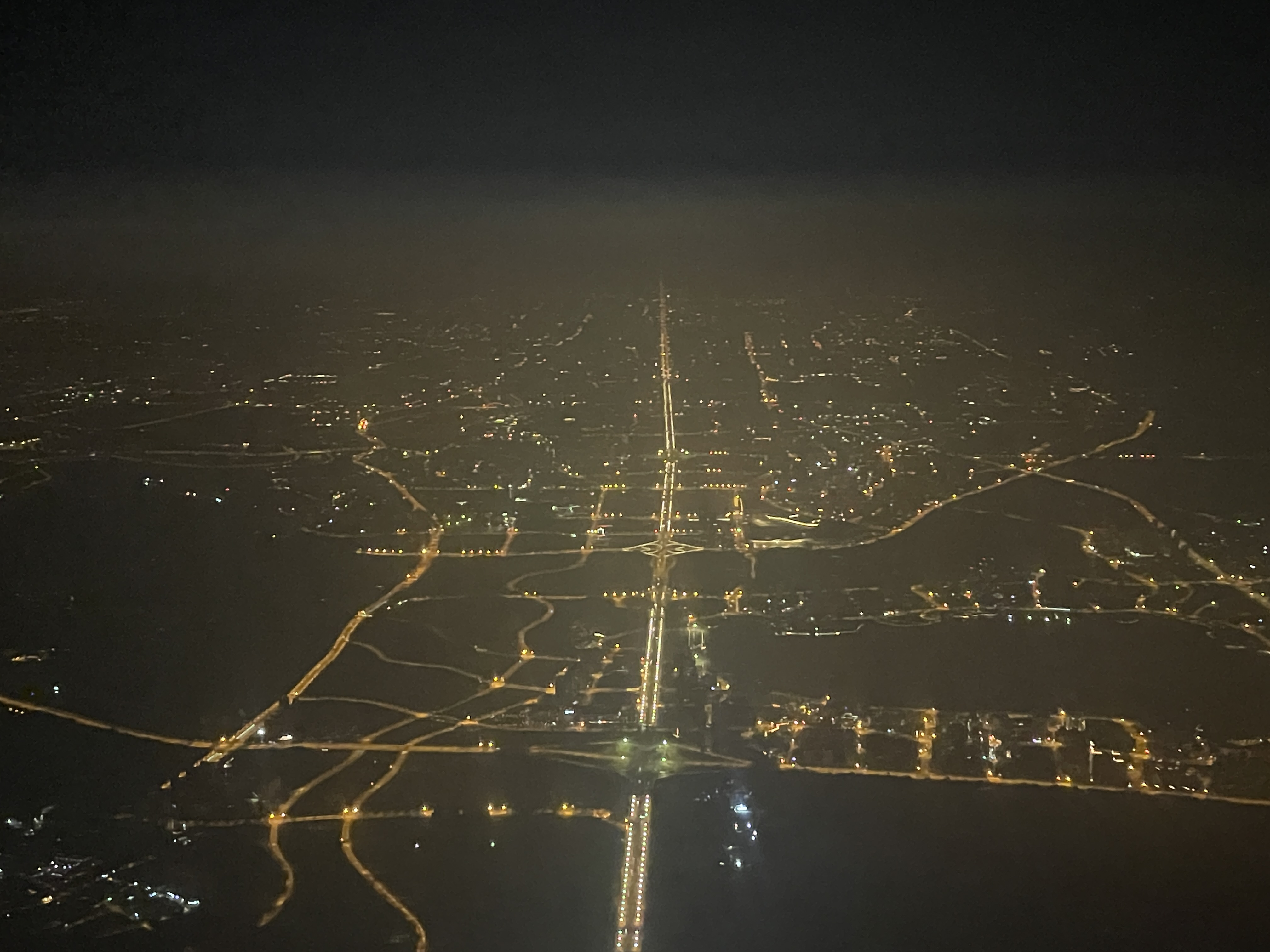
天府新区天府大道南段附近航拍

天府新区成都直管区，简称成都天府新区，由成都市人民政府派出机构成都市天府新区管委会（党工委）管理，管委会行使市级经济管理权限。2013年12月1日，天府新区成都直管区正式挂牌运作，按成都市第七个主城区设置机构。

### 范围
包括成都市双流区华阳街道、万安街道、正兴街道、兴隆街道、煎茶街道、新兴街道、永兴街道、籍田街道、太平街道，共计9个街道。

### 规划
成都市相关政府官员表示，天府新区和成都的中心城区将共同形成“一核两区双中心”格局。

### 直属机构、垂管机构
- 两委办
- 纪工委
- 政法委（应急局）
- 公园城市局
- 财政金融局
- 国际合作局
- 总部经济局
- 文创会展局（天府数字文创城管委会）
- 发展和经济运行局
- 社区治理和社事局
- 统筹城乡和农业农村局
- 生态环境和城管局
- 行政审批局
- 市场监管局
- 战略研究局
- 国际合作局
- 投促中心
- 新经济局
- 科创和人才局
- 公安分局
- 税务局

### 现任领导

#### 四川天府新区党工委书记
周先毅

#### 四川天府新区党工委副书记、管委会主任
陈历章

#### 成都市政协四川天府新区工作委员会主任
邱旭东

#### 四川天府新区党工委副书记
刘荣华（兼政法委书记）
潘勇（兼成都科学城党工委书记、煎茶街道党工委书记）

#### 四川天府新区党工委委员
陈洪涛、冯秀富、林锐、胡滨、刁义、李广、葛凌、彭天宇、郭红、程炜、魏远刚、肖华

## 天府新区眉山片区
天府新区眉山片区包括仁寿县视高镇、彭山区青龙镇，规划中将建成产城一体城市。